# František Xaver Dušek
František Xaver Dušek (niem. Franz Xaver Duschek lub Dussek; ochrzczony 8 grudnia 1731 w Chotěborkach, zm. 12 lutego 1799 w Pradze) – czeski kompozytor, pianista i pedagog.
Jego rodzice byli poddanymi hrabiego Johanna Karla von Šporka, dzięki mecenatowi którego František Xaver ukończył jezuickie gimnazjum w Hradcu Králové. Następnie uczył się kompozycji i gry na organach u Františka Habermanna w Pradze oraz u Georga Christopha Wagenseila w Wiedniu. W 1770 roku osiadł na stałe w Pradze, gdzie działał jako kompozytor i pedagog. Jego uczniami byli m.in. Leopold Koželuh, Jan Nepomuk Augustin Vitásek oraz śpiewaczka Josefina Hambacher (1754–1824), którą poślubił w 1776 roku.
W letniej willi Dušków pod Pragą, zwanej Bertramka, bywali czołowi przedstawiciele ówczesnego praskiego życia muzycznego, w tym Wolfgang Amadeus Mozart, z którym łączyła ich serdeczna przyjaźń. Mozart pisał dla Josefiny Duškowej arie koncertowe, a podczas pobytu w Bertramce skomponował opery Don Giovanni i Łaskawość Tytusa.
Tworzył w stylu galant. Napisał ponad 40 symfonii, koncerty i sonaty fortepianowe, kwartety smyczkowe, utwory kameralne.
Zmarł na Małej Stranie, został pochowany na Cmentarzu Małostrańskim.